# Vahid Selimović
Vahid Selimović est un footballeur luxembourgeois, né le 3 avril 1997 à Luxembourg. Il joue au poste de défenseur central avec le club du FC Hermannstadt en Roumanie.

## Biographie

### Carrière en club
Le 15 janvier 2019, Vahid quitte le FC Metz et rejoint les Chypriotes de l'Apollon Limassol, où il s'engage jusqu'en 2021.

### Carrière en sélection
Le 2 juin 2019, il joue son premier match avec l'équipe du Luxembourg, face à Madagascar, lors d'un match amical. À l'occasion de ce match, Vahid inscrit également son premier but avec les lions rouges (match nul 3-3 au stade Josy-Barthel),.